# Municipio de South Newton
El municipio de South Newton (en inglés: South Newton Township) es un municipio ubicado en el condado de Cumberland en el estado estadounidense de Pensilvania. En el año 2000 tenía una población de 1.290 habitantes y una densidad poblacional de 44.9 personas por km².

## Geografía
El municipio de South Newton se encuentra ubicado en las coordenadas 40°05′00″N 77°24′59″O / 40.08333, -77.41639.

## Demografía
Según la Oficina del Censo en 2000 los ingresos medios por hogar en la localidad eran de $45,952 y los ingresos medios por familia eran de $53,750. Los hombres tenían unos ingresos medios de $35,313 frente a los $24,076 para las mujeres. La renta per cápita de la localidad era de $17,782. Alrededor del 7,9% de la población estaba por debajo del umbral de pobreza.